# Job Frieszo

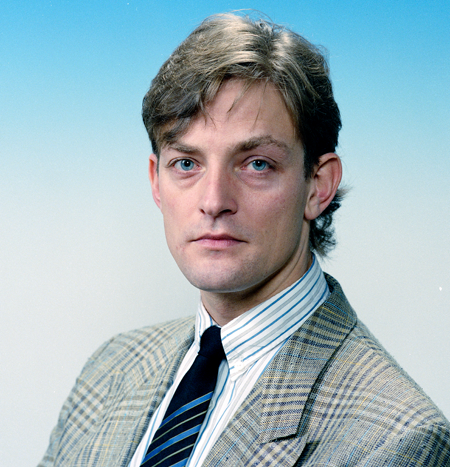
Job Frieszo in 1990

Job Frieszo (Zeist,  2 april 1957) is een Nederlands voormalig parlementair verslaggever en huidig overheidsvoorlichter.
Frieszo groeide op in Baarn in een SGP-gezin. Zijn vader was schilder-decorateur. Als jongvolwassene was Frieszo lid van de PSP, later nam hij daar afstand van. Frieszo begon zijn journalistieke carrière in 1980 bij NOS-radio: eerst het programma Meer over minder, twee jaar later eindredacteur bij Homonos en Radio Thuisland, een programma voor en door migranten van de tweede generatie. Ahmed Aboutaleb was daar een van zijn verslaggevers. In 1985 werd hij politiek verslaggever bij Den Haag Vandaag, onderdeel van het radioprogramma Met het Oog op Morgen. In 1989 stapte hij over naar TV10, een commerciële zender die geen toestemming kreeg om uit te zenden. In datzelfde jaar trad Frieszo in dienst bij het NOS Journaal als algemeen verslaggever. Hij deed verslag van de crisis in de Golf (1990) vanuit Irak en van de daaruit voortvloeiende Eerste Golfoorlog vanuit Saoedi-Arabië en Koeweit (1990-1991). In 1992 kwam hij te werken op de Haagse redactie van het Journaal, eerst als verslaggever, daarna als commentator en plaatsvervangend chef. Vanaf 2002 was hij chef van deze redactie.
Frieszo kreeg veel kritiek in februari 2002 door nieuws over Pim Fortuyn. Deze had in een interview in de Volkskrant (9 februari) gezegd dat hij artikel 1 van de Grondwet (het anti-discriminatieartikel) wilde afschaffen. In een uitzending hierover toonde Frieszo het programma van de Centrum Democraten en wees hij erop dat Fortuyn de eerste politicus sinds Hans Janmaat was die het betreffende artikel wilde afschaffen. Nico Haasbroek, hoofdredacteur van het NOS Journaal, uitte hier in het openbaar kritiek op zonder dat met de betrokkenen te bespreken. Frieszo zegde toen samen met de Haagse redactie het vertrouwen in hun hoofdredacteur op, mede omdat hij deze kritiek uitte in een periode dat Frieszo en andere redacteuren die kritisch berichtten over Fortuyn, werden beveiligd. Fortuyn had een paar maanden eerder, in oktober 2001, over Frieszo beweerd dat deze lid was van de PvdA. Toen Frieszo dreigde met een kort geding trok Fortuyn zijn opmerking weer in.
In 2004 stapte hij over naar de overheid. Hij volgde bij het Ministerie van Economische Zaken Jan Goeijenbier op als directeur Communicatie. Hij stopte meteen met werken bij de NOS om belangenverstrengeling te voorkomen. De belangrijkste reden voor zijn overstap was dat hij te weinig “prikkels” had.
Van 2011 tot 2013 was Job Frieszo woordvoerder van de minister van Buitenlandse Zaken. Hij is vanaf 2014 zelfstandig media-adviseur.